# Frida Mia Klarlund Nielsen
Frida Mia Klarlund (født 14. december 1989 i Køge) er en dansk fodbolddommer, der dømmer i Elitedivisionen og internationalt under FIFA, hvor hun er indrangeret som kategori 1-dommer og i talentgruppen. På herresiden er hun dommer i 1. division, 4. dommer i Superligaen og AVAR i Superligaen.
Uden for fodboldbanen er hun uddannet cand.merc. i strategi og organisation, og har ansættelse som IT-projektleder.

## Karriere
Nielsen tog sit dommercertifikat som 16-årig på DBU's dommerskole. Hun fik sin inspiration til dommergerningen efter sin søster Trine K. Westhoff, som er tidligere dommer i Elitedivisionen.
Allerede som 19-årig blev hun elitedommer og startede med at dømme et halvt år i kvindernes 1. division, inden hun også kunne dømme i Elitedivisionen.
I herrerækkerne begyndte hun at dømme ungdomshold, men er gradvist efterhånden avanceret op gennem rækkerne. Frida blev den første danske kvindedommer i Nordic Bet ligaen samt 4. dommer i Superligaen hvor hun fik debut den 4. september 2022 i kampen Lyngby-Randers.
Den internationale karriere startede i 2011, da hun fungerede som linjedommer for Betina Norman. 

## Privat
Hun har arbejdet sammen med den tidligere 2. divisionsdommer Tinna Høj Christensen. Frida har desuden en datter fra 2016.